# Vaki
Vaki est un village de la commune de Vändra du comté de Pärnu en Estonie.
Au 31 décembre 2011, il compte 114 habitants.